# Effet de la caféine sur le rythme circadien
 (janvier 2023).
La mise en forme du texte ne suit pas les recommandations de Wikipédia : il faut le « wikifier ».
Les points d'amélioration suivants sont les cas les plus fréquents. Le détail des points à revoir est peut-être précisé sur la page de discussion.
- Les titres sont pré-formatés par le logiciel. Ils ne sont ni en capitales, ni en gras.
- Le texte ne doit pas être écrit en capitales (les noms de famille non plus), ni en gras, ni en italique, ni en « petit »…
- Le gras n'est utilisé que pour surligner le titre de l'article dans l'introduction, une seule fois.
- L'italique est rarement utilisé : mots en langue étrangère, titres d'œuvres, noms de bateaux, etc.
- Les citations ne sont pas en italique mais en corps de texte normal. Elles sont entourées par des guillemets français : « et ».
- Les listes à puces sont à éviter, des paragraphes rédigés étant largement préférés. Les tableaux sont à réserver à la présentation de données structurées (résultats, etc.).
- Les appels de note de bas de page (petits chiffres en exposant, introduits par l'outil «  Source ») sont à placer entre la fin de phrase et le point final[comme ça].
- Les liens internes (vers d'autres articles de Wikipédia) sont à choisir avec parcimonie. Créez des liens vers des articles approfondissant le sujet. Les termes génériques sans rapport avec le sujet sont à éviter, ainsi que les répétitions de liens vers un même terme.
- Les liens externes sont à placer uniquement dans une section « Liens externes », à la fin de l'article. Ces liens sont à choisir avec parcimonie suivant les règles définies. Si un lien sert de source à l'article, son insertion dans le texte est à faire par les notes de bas de page.
- La présentation des références doit suivre les conventions bibliographiques. Il est recommandé d'utiliser les modèles {{Ouvrage}}, {{Chapitre}}, {{Article}}, {{Lien web}} et/ou {{Bibliographie}}. Le mode d'édition visuel peut mettre en forme automatiquement les références.
- Insérer une infobox (cadre d'informations à droite) n'est pas obligatoire pour parachever la mise en page.

Pour une aide détaillée, merci de consulter Aide:Wikification.
Si vous pensez que ces points ont été résolus, vous pouvez retirer ce bandeau et améliorer la mise en forme d'un autre article.
 (janvier 2023).
Les effets de la caféine sur le rythme circadien sont multiples. La méthylxanthine, un des composants de la caféine, a un effet antagoniste sur l'adénosine qui induit le sommeil, et dérègle le rythme circadien, en le retardant, et en le désynchronisant. Cependant la caféine peut aussi avoir des effets positifs.
L’horloge circadienne endogène d’une personne peut être altérée par de nombreux facteurs environnementaux dont la lumière, l’alimentation, les activités physiques et des agents pharmacologiques. Cette désynchronisation entre le rythme circadien endogène et l’environnement peut engendrer un dérèglement du cycle sommeil-éveil ainsi que des modifications dans la physiologie et les comportements de l’individu. Un exemple bien connu de substances alimentaires affectant ce rythme quotidien de 24h, et en particulier le sommeil, est la caféine. Celle-ci est connue pour réduire la qualité et la quantité de sommeil ainsi que l’excrétion de mélatonine, raison pour laquelle le café est déconseillé aux personnes ayant des troubles de sommeil.

## Rôle de la caféine

### Dans les oscillations circadiennes
La caféine, substance psychoactive largement disponible et consommée, est une méthylxanthine qui agit comme un compétiteur antagoniste du neuromodulateur adénosine en se liant à son récepteur, et empêchant ainsi les effets antagonistes de l’adénosine ; un inhibiteur de neurones cholinergiques diminuant l’activité neuronale durant la phase éveil et induisant ainsi le sommeil,,. Autrement dit, la caféine est un antagoniste de la voie de signalisation de l’adénosine qui a des effets agonistes par conséquent tels que l’augmentation de la production d’AMP cyclique et le maintien de l’état d’éveil,,.  
D’ailleurs, la caféine peut augmenter le taux d’AMPc ainsi que de Ca2+ cytosolique par d’autres moyens dont l’inhibition de phosphodiestérases (PDE), enzyme dégradant l’AMPc, et l’activation de récepteurs ryanodine (RyR), des canaux calciques réticulaires, par liaison à ces derniers,. Ces deux seconds messagers, AMPc/Ca2+, jouent un rôle clé dans la régulation des oscillations du rythme circadien (pacemaking) et dans leur maintien (timekeeping) car ils permettent la transduction du signal dans la boucle de rétroaction négative. Period (PER1 et PER2) et Cryptochrome (CRY1 et CRY2) sont des gènes répresseurs clés de l’horloge qui font partie de cette boucle de rétroaction négative. Ce sont des facteurs de transcription dont le promoteur, en particulier chez PER1/2, entre en contact direct avec l’AMPc et le Ca2+ via le domaine CRE (cAMP/Ca2+-response elements) induisant ainsi leur transcription,,. PER et CRY ainsi exprimés se dimérisent et inhibent les gènes activateurs de la boucle, circadian locomotor output cycles kaput (CLOCK) et brain and muscle aryl hydrocarbon Receptor nuclear translocator-like 1 (BMAL1), c’est-à-dire les gènes qui activent la transcription de PER et CRY, et inhibent par conséquent leur propre expression, d’où la boucle de rétroaction négative,. Ceci est la raison pour laquelle la concentration intracellulaire d’AMPc et de Ca2+ est cruciale dans la régulation de cette boucle et par conséquent du rythme circadien en général. À travers ces 3 mécanismes impliquant le récepteur d’adénosine, le PDE et le RyR, la caféine module la concentration de ces seconds messagers clés de l’horloge circadienne. 

### Retard du rythme circadien
Des études démontrent que la caféine peut accélérer ou retarder la phase d’activité électrique dans le noyau suprachiasmatique (SCN) du cerveau de rat et hamster où les principaux oscillateurs circadiens sont logés,. Outre, la caféine prolonge la période des rythmes d’activité chez les souris, ainsi que celle des gènes hPER2 (PER2 chez l’humain) et mPER2 (PER2 chez la souris). Ces données suggèrent que la caféine peut également influencer le rythme circadien humain. 
Une étude menée en 2015 par l’équipe de Burke et al. a investigué comment l’ingestion de café le soir avant de dormir influence la phase circadienne comparé à l’exposition à une forte lumière chez 5 individus in vivo durant 49 jours. Il s’avère que la consommation de 2,9 mg/kg de poids corporel (plus ou moins l’équivalent d’un expresso double) 3 heures avant le sommeil avec faible exposition à la lumière (~1.9 lux, ~0.6 W/m2) induit un délai de phase de 40 minutes Ce délai est plus de 2 fois plus important, de 85 à 105 minutes, lors d’exposition à une forte luminosité (~3000 lux, ~7 W/m2) et l’exposition à une forte luminosité couplé à l’ingestion de caféine 3 heures avant le sommeil.  
Afin d’affirmer que ce délai est induit par un mécanisme dépendant du récepteur d’adénosine, des cellules humaines d’ostéosarcome U2OS exprimant le récepteur d’adénosine A1 (A1R), les PDEs et RyRs, ainsi que les gènes de l’horloge couplé au gène rapporteur luciférase, ont été utilisées in vitro.  Une prolongation de la période circadienne dose-dépendante par la caféine est observée comme dans les expériences in vivo. Par ailleurs, l’utilisation d’agents pharmacologiques liant le récepteur d’adénosine et le knockdown de gène de récepteur d’adénosine par insertion d’ARN interférant (siARN) montrent que la perturbation de la voie de signalisation d’adénosine seule, et non le RyR ni l’activité de PDE, est suffisant pour induire les effets de la caféine dans le rythme circadien cellulaire. Un biosenseur d’AMPc a également permis de confirmer que la caféine augmente bien le niveau d’AMPc. Ces résultats montrent que la caféine désynchronise le rythme circadien et prolonge la période circadienne essentiellement par liaison au récepteur d’adénosine1 A1R induisant la perturbation de la voie d’adénosine et l’augmentation de concentration d’AMPc. 

### Problèmes liés à la désynchronisation de l’horloge circadienne
Le rythme circadien a des effets importants sur le sommeil notamment le sommeil paradoxal dont les caractéristiques sont dépendantes du rythme circadien chez les humains. Selon une étude il s’avère que l’intensité de modulation du rythme circadien du sommeil varie selon la topographie du cerveau chez différentes personnes ce qui expliquerait par exemple pourquoi certains adolescents ont besoin de plus de sommeil paradoxal que d’autres. 
La modulation du rythme circadien par la caféine pourrait induire des problèmes de sommeil ayant des impacts négatifs sur des fonctions cérébral-dépendantes du sommeil paradoxal. Selon une étude sur des adolescents qui consomment de la caféine, il s’avère que les adolescents ayant un besoin élevé en sommeil profond sont sujet à une perte de sommeil paradoxale ce qui pourrait affecter la performance cognitive, ainsi que la sécrétion de certaines hormones qui nécessitent un sommeil sans troubles pour être secrétées. Tout cela est principalement dû à la consommation de la caféine qui affecte le rythme circadien causant ainsi des troubles de sommeil qui varient selon les besoins de sommeil.

## Effets positifs de l’ingestion de caféine
La caféine n’a pas que des effets néfastes sur la physiologie d’un individu, et présente certains bénéfices, tout dépend de la dose et de l’heure de l’ingestion. Dans une étude visant à voir si la caféine pourrait neutraliser la diminution de la performance neuromusculaire associé au rythme circadien le matin, il s’est avéré que l’ingestion de la caféine le matin rétablit la performance neuromusculaire des membres supérieurs et inférieurs. En fait, l’ingestion d’une dose aigüe de caféine (3 mg kg−1) le matin, réduit les effets de diminution de performance causés par le rythme circadien le matin et rétablit la force dynamique maximale ainsi que la force musculaire émise qui montrent des niveaux de performance similaires à ceux des muscles durant l’après-midi après l’ingestion de la caféine le matin. Une autre étude montre que la caféine peut aider à lutter contre la désynchronisation du rythme circadien et cela est possible en réduisant l’envie de dormir. 
D’autre part, dans une autre étude où les sujets ont ingéré de la caféine à 8 h du matin durant cinq jours de suite après avoir subi une désynchronisation du rythme circadien due au voyage, une resynchronisation plus rapide des hormones, notamment le taux médian du cortisol dans la salive a été observée ce qui montre que la caféine aide paradoxalement à soulager les effets de la désynchronisation circadienne.